# Brühlstraße 2 (Quedlinburg)

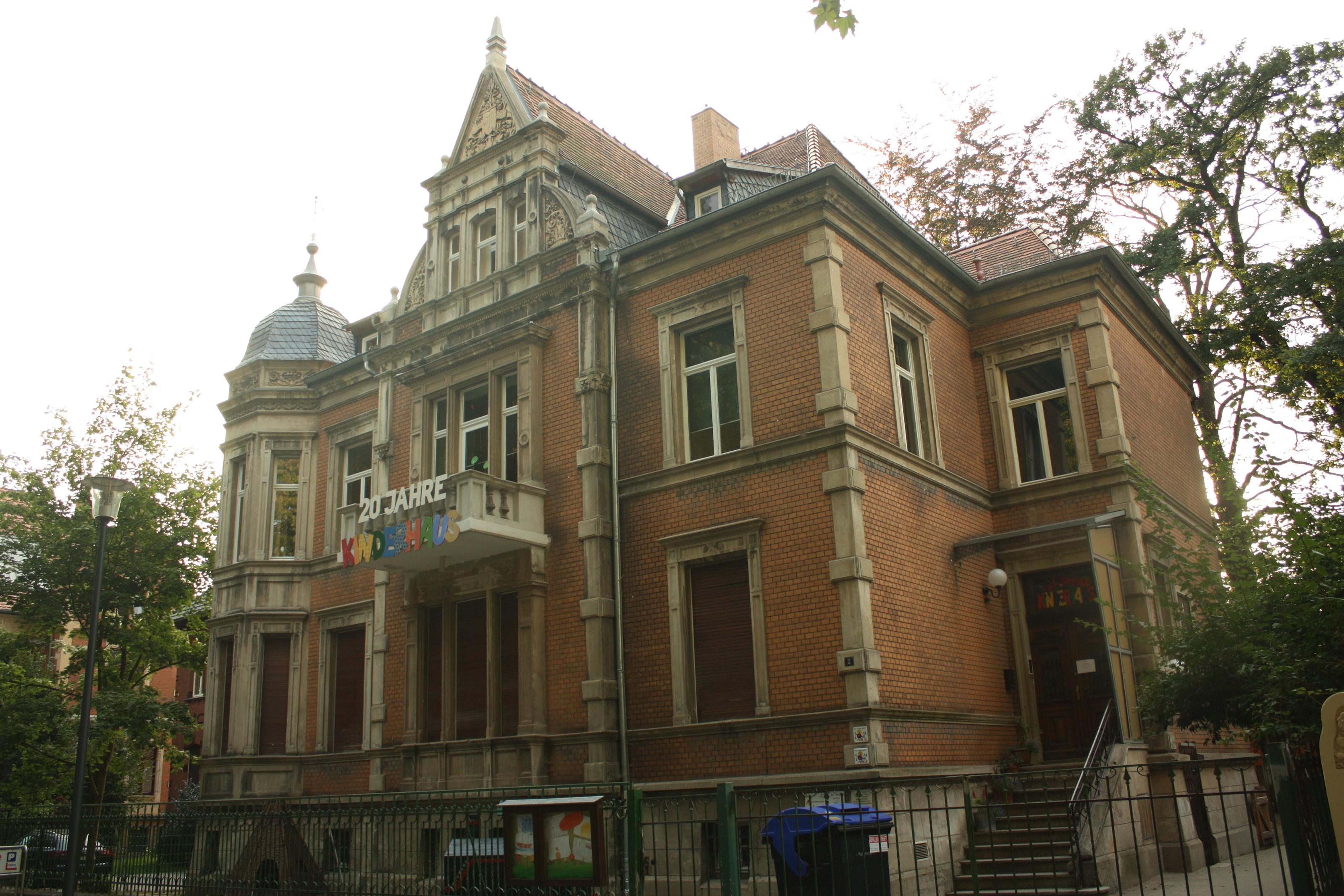
Villa Brühlstraße 2

Das Haus Brühlstraße 2 ist eine denkmalgeschützte Villa in der Stadt Quedlinburg in Sachsen-Anhalt.

## Lage
Sie liegt südlich des Quedlinburger Schloßberges und ist im Quedlinburger Denkmalverzeichnis eingetragen.

## Architektur und Geschichte
Die Villa entstand im Jahr 1899 für den Prokuristen August Stoffregen. Als Architekt war der Braunschweiger Friedrich Staeding tätig. Der Grundriss des Gebäudes ist unregelmäßig, die Gestaltung orientiert sich überwiegend am Stil der Neorenaissance. 1928 erfolgte ein das Gebäude reduzierender Umbau.
Auch die Grundstückseinfriedung gehört zum Baudenkmal.